# Kraftwerk Talin
Das Kraftwerk Talin (bzw. Dalin) ist ein mit Erdgas und Kohle befeuertes Kraftwerk im Bezirk Xiaogang, regierungsunmittelbare Stadt Kaohsiung, Taiwan, das am Südchinesischen Meer liegt. Die installierte Leistung liegt mit Stand November 2022 bei 2,65 GW. Das Kraftwerk ist im Besitz von Taipower und wird auch von Taipower betrieben.

## Kraftwerksblöcke
Das Kraftwerk besteht gegenwärtig aus vier Blöcken. Die folgende Tabelle gibt einen Überblick:
| Block   | Max. Leistung (MW) | Betriebsbeginn | Turbine      | Generator    | Dampfkessel | Status                                             |
| ------- | ------------------ | -------------- | ------------ | ------------ | ----------- | -------------------------------------------------- |
| 1 (alt) | 300                | November 1969  | Westinghouse | Westinghouse | MHI         | stillgelegt am 31.08.2012                          |
| 2 (alt) | 300                | September 1970 | Westinghouse | Westinghouse | MHI         | stillgelegt am 31.08.2012                          |
| 1       | 800                | 13.02.2018     | Toshiba      | Toshiba      | IHI         | in Betrieb                                         |
| 2       | 800                | 24.10.2019     | Toshiba      | Toshiba      | IHI         | in Betrieb                                         |
| 3       | 375                | 12.12.1972     | MHI          | Melco        | MHI         | stillgelegt am 03.11.2017; abgerissen bis Mai 2021 |
| 4       | 375                | 25.10.1973     | MHI          | Melco        | MHI         | stillgelegt am 03.11.2017; abgerissen bis Mai 2021 |
| 5       | 500                | 15.10.1975     | MHI          | Melco        | MHI         | in Betrieb                                         |
| 6       | 500 (bzw. 550)     | 12.09.1994     |              |              |             | in Betrieb                                         |

Die alten Blöcke 1 und 2 mit jeweils 300 MW Leistung wurden mit Kohle befeuert; sie wurden am 31. August 2012 stillgelegt.
Als Ersatz wurden zwei neue, mit Kohle befeuerte Blöcke 1 und 2 mit jeweils 800 MW Leistung errichtet, die ultra-superkritische Technologie (Siehe Überkritisches Wasser) verwenden. Die Turbinen und Generatoren für die beiden Blöcke wurden von Toshiba geliefert, die Dampfkessel von IHI.
Die Blöcke 3 und 4 mit jeweils 375 MW Leistung wurden mit Schweröl befeuert; sie wurden am 3. November 2017 stillgelegt und bis Mai 2021 abgerissen. Die Blöcke 5 und 6 mit jeweils 500 MW Leistung werden mit Erdgas befeuert.